# Alexa Meade
Alexa Meade (Alexandra S. Meade) est une artiste américaine née en 1986 à Washington, D.C.
Elle est connue pour ses installations, où ses modèles se trouvent dans des scènes de tableau peintes pour finalement ressembler à des peintures à deux dimensions
.

## Biographie
Alexa Meade est née à Washigton, DC et a grandi à Chevy Chase dans le Maryland. Après des études de sciences politiques, elle change de voie pour apprendre la peinture en autodidacte. 
En 2018, elle se fait connaitre en contribuant au clip du morceau "God is a woman" d'Ariana Grande.

## Concept
Son œuvre est très marquée par sa fascination pour la manière dont le soleil projette des ombres mouvantes. Elle a commencé ses expérimentations en peignant les ombres de personnes en mouvement, et a découvert que l'effet visuel fonctionnait toujours même si les personnages se déplaçaient depuis la source de lumière. Son art crée un changement de perception dans la façon dont le spectateur ressent et interprète les relations spatiales . Comme elle l’a dit elle-même : « Je peins mes portraits figuratifs directement sur la personne que je représente. Les modèles sont transformés en incarnation de l'interprétation de leur essence par l'artiste . Lorsque cela est photographié, la vie, la respiration des gens disparaissent sous la peinture, occultées par leurs propres masques »,

## Technique
Elle applique de la peinture acrylique sur ses modèles, les objets et les murs à larges coups de pinceau qui imitent l'apparence du travail au pinceau dans la peinture classique. Son approche du portrait inclut les visages et les corps de ses modèles, par la fabrication d'ombres supplémentaires dans les pommettes ou en noyant leurs sourcils sous une épaisse couche de peinture. Lorsque les trois dimensions du tableau vivant sont saisies par la photographie, qui est à deux dimensions, celle-ci semble être une peinture à l'huile.
L'effet semble si convaincant que l'on ne réalise pas que la photo n'est pas celle d'une peinture, mais d'une installation réelle. Par exemple, dans une installation - portrait d'un homme, elle ne peint que la partie supérieure du torse sur fond rouge, laissant le reste de son corps non peinte. Pour mieux brouiller encore la limite entre la réalité et l'illusion, elle projette une vidéo de son modèle peint sur un mur, dans un cadre de tableau.

## Expositions
- The Art of Giving, Galerie Saatchi, Londres, 10/2010
- Kunst 11, Salon d'Art Contemporain à Zurich, 17-20/11/2011